# ستار تريك (فلم 2009)
ستار تريك (بالإنجليزية: Star Trek) هو فيلم مغامرة تم إنتاجه في الولايات المتحدة سنة 2009. الفيلم من إخراج جاي جاي أبرامز.

## القصة
تبدا قصة الفيلم في السفينة الفضائيه للقبطان «جورج كيرك».. عندما هجمت عليهم سفينه بقيادة قبطان يدعى «نيرو» في محاولة لتدميرهم !
في تلك اللحظات كانت زوجة جورج.. تعاني من الام الولادة.. وهي على وشك انجاب طفلها الصغير على متن المكوك !
كانت تعاني بشده.. وكان زوجها في مركز قيادة السفينة وهي في سفن النجاة للهرب من الدمار الذي سيحل عليهم قريبا !
فكانت قلقة على ولدها أو على زوجها المعرض للموت.. انجبت زوجته الطفل الصغير «جيم»..
ولكن اباه جورج ذهب في حادثه تحطم المكوك.. بعد استلامه بـ 13 دقيقة فقط بعد 8 سنوات في الاسطول النجمي !
كبر «جيم» وكان شابا طائشا.. في أحد الايام دخل إلى أحد «حانات الشراب»..
وكانت هناك إحدى متدربات الاسطول النجمي.. فحاول معاكستها ولكنه لم يعلم بأن خلفه 4 منهم !!
لم ينجو «جيم» بفعلته.. ونال مايستحقّه من الضرب.. لكن اتى الكابتن «بآيك».. وامرهم بالتوقف عن ضربه..
واخذه معه إلى إحدى الغرف القريبه.. وعرض عليه الدخول في الاسطول النجمي.. وحكى له عن قصة اباه..
في باديء الامر رفض جيم الاستماع اليه.. لكن الكابتن اخبره بان المكوك سيكون متواجدا عند الساعة 8 صباحا إذا رغب بالمجيء !
وفي الصباح كان جيم أول المتواجدين هناك.. وتبدأ رحتله فالدفاع عن كوكب الأرض ضد «نيرو» ومن معه !

## الميزانية والإيرادات
بلغت تكلفة إنتاج الفيلم حوالي 150 مليون دولار بينما حقق أرباحا تقدر بـ 385,494,555 دولار.

## وصلات خارجية
- مقالات تستعمل روابط فنية بلا صلة مع ويكي بيانات